# Schegge di Shrapnel
| Recensione | Giudizio |
| ---------- | -------- |
| RockIt     | Positivo |

Schegge di Shrapnel è il secondo album in studio del gruppo musicale italiano Wu Ming Contingent, pubblicato il 12 febbraio 2016 per Woodworm con licenza Creative Commons BY-NC-SA 4.0.

## Descrizione
Tematicamente il disco si affianca al romanzo dei Wu Ming L'invisibile ovunque (uscito a novembre 2015), in cui sono raccontate testimonianze dirette della prima Guerra mondiale.
L'album è stato anticipato dal singolo La tregua di Natale, pubblicato il 23 dicembre 2015.

## Tracce
Musiche di Wu Ming Contingent.
1. L'invisibile ovunque – 1:57
2. La tregua di Natale – 4:38
3. Tintura di shrapnel – 3:54
4. Macché licenza – 3:52
5. Maquillage – 5:37
6. Come esempio sulla massa – 2:54
7. Dulce et decorum est – 5:14
8. Il reumatismo del tenente – 3:21
9. Non ho altro da dire – 1:52

Durata totale: 33:19

## Formazione
Formazione come da libretto.
Wu Ming Contingent
- Wu Ming 2 – voci
- Yu Guerra – basso, sintetizzatori, pianoforte, chitarra
- Cesare Ferioli – batteria, percussioni, drum machine
- Riccardo Pedrini – sintetizzatori, chitarre, wurlitzer

Altri musicisti
- Andrea Marmorini – sintetizzatori, chitarre, wurlitzer, percussioni

Produzione
- Wu Ming Contingent – produzione artistica
- Andrea Marmorini – produzione artistica, registrazione, mixing
- Woodworm Label – produzione esecutiva
- Andrea Suriani – mastering
- Iacopo Gradassi – artwork
- Cesare Ferioli – direzione artistica artwork